# Recueil alchimique
Un recueil alchimique est une compilation de textes alchimiques.

## LeLiber Geberincunable (1475-1485)
La première compilation imprimée de textes alchimiques est un incunable, imprimée à Venise en 1475 ou à Rome en 1485, le Liber Geber qui comprend quatre traités attribués à Geber dont l'important Summa perfectionis, accompagnés  de poèmes alchimiques.

## De Alchemia (1541)
En 1541 Johann Petreius publia à Nuremberg dix traités alchimiques sous le titre "De Alchemia". 

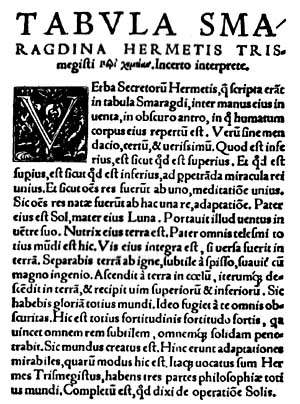
édition princeps de la Table d'émeraude - Extrait du De Alchimia, Nuremberg 1541

 Édité par Andreas Osiander (Osiander édite en 1543, chez le même imprimeur, le  De revolutionibus orbium coelestium de Copernic). 
Cette compilation de textes alchimiques reprend les traités du Liber Geber, et y ajoute la version la plus courante, dite "vulgate", de la Table d'émeraude, dont il s'agit de l'édition princeps accompagnée du commentaire de l'Hortulain.
- - Geber De investigatione perfectionis metallorum
  - Geber Summæ perfectionis metallorum, sive perfecti magisterij
  - Geber De inventione veritatis seu perfectionis metallorum
  - Geber De fornacibus construendis
  - Roger Bacon Speculum alchemi
  - Richardi Anglici Correctorium alchemiæ
  - Rosarius minor, de alchemia, incerti authoris
  - Liber secretorum alchemiæ Calidis filij Iazichi Iudæi
  - Hermès Trismégiste Tabula smaragdina de alchemia (première version imprimée de la Table d'émeraude)
  - Hortulani philosophi, super Tabulam smaragdinam Hermetis commentarius (commentaire l'Hortulain sur la Table d'émeraude)

Petreius avait commencé à collationner des documents alchimiques dans le but de publier une compilation plus complète. À sa mort en 1550 cette collection passa à son parent, Heinrich Petri de Bâle qui publia en 1561, en collaboration avec Pietro Perna, un ensemble de 53 textes sous le titre Verae alchemiae artisque metallicae, citra aenigmata, doctrina.

## Artis Auriferae (1572)
Bien que Petri continuât à publier des ouvrages alchimiques, c'est Perna qui publia en 1572 une série de sept volumes contenant plus de 80 textes, l' Artis auriferae, quam chemiam vocant. Perna prévoyait d'inclure la collection de son beau-fils Konrad Waldkirch, dans une nouvelle série, mais vendit finalement l'ensemble à Lazare Zetzner, qui le publia dans les trois premiers volumes du Theatrum Chemicum en 1602.

## Theatrum Chemicum Britannicum (1652)

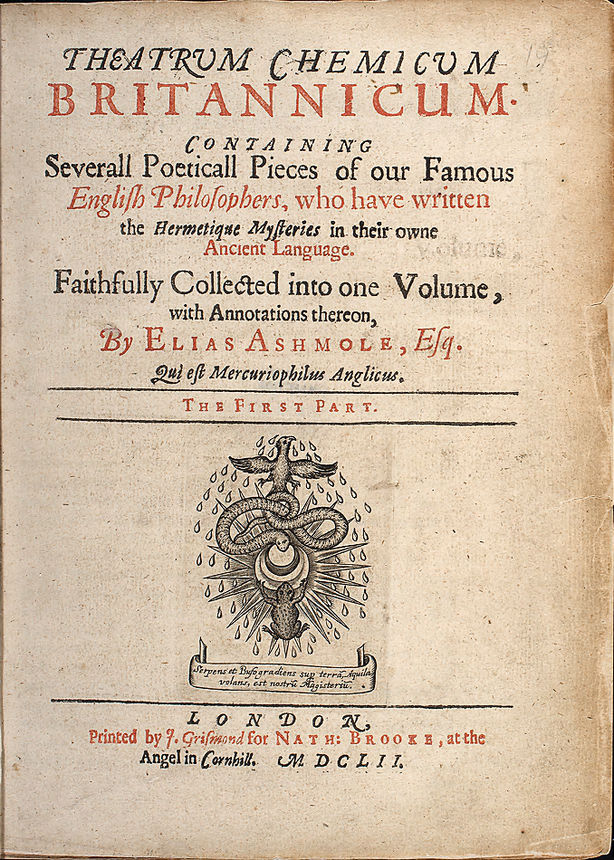
première édition du Theatrum Chemicum Britannicum d'Elias Ashmole

Elias Ashmole publie en 1652 à Londres le Theatrum Chemicum Britannicum (titre complet : Theatrum Chemicum Britannicum. Containing Severall Poetical Pieces of our Famous English Philosophers, who have written the Hermetique Mysteries in their owne Ancient Language. Faithfully Collected into one Volume, with Annotations thereon, by Elias Ashmole, Esq. Qui est Mercuriophilus Anglicus.

## Bibliothèque des philosophes chimiques
La Bibliothèque des philosophes chimiques éditée en 1672-73 est rééditée et complétée en 1740-44 par Jean Maugin (ou Mangin) de Richenbourg : la Bibliothèque des philosophes chimiques. Nouvelle édition, revue, corrigée et augmentée de plusieurs philosophes, avec des Figures & des Notes pour faciliter l'intelligence de leur Doctrine. Par Monsieur J.M.D.R.  Sur Gallica t. I , t. II , t. III , t. IV .

### Contenu

#### Volume I.
Avertissement et préface

1. Hermès La Table d'Emeraude, avec le Commentaire de l'Hortulain. 

2. Hermès Les Sept Chapitres. 

3. Le Dialogue de Marie & d'Aros, sur le Magistére d'Hermès. 

4. Geber La Somme de la Perfection. 

#### Volume II.
5. La Tourbe des Philosophes. 

6. Entretien du Roi Calid et du Philosophe Morien, sur le Magistere de Hermès. 

7. Artephius Le Livre. 

8. Synesius Le Livre. 

9. Flamel L'explication des Figures Hyérogliphiques. 

10. Flamel, Le Sommaire philosophique. 

11. Flamel,  Le Désir désiré. 

12. Trevisan, Le Livre de la Philosophie Naturelle des Metaux. 

13. Trevisan, La parole délaissée. 

14. Le Songe Verd. 

#### Volume III.
15. Basile Valentin Les douze clefs de Philosophie. 

16. Basile Valentin L'Azoth, ou le Moyen de faire l'or caché des Philosophes. 

17. L'Ancienne Guerre des Chevaliers, ou le Triomphe Hermetique [Limojon de Saint Didier.] 

18. La Lumiere sortant par soi-même des Tenebres, Poème sur la Composition de la Pierre des Philosophes, traduit de l'Italien, avec un Commentaire. 

#### Volume IV.
19. Philalèthe Traité de l'Entrée Ouverte du Palais fermé du roi. 

20. Philalèthe Explication de ce Traité. 

21. Philalèthe Expériences sur l'Opération du Mercure philosophique. 

22. Philalèthe Explication de la lettre de Georges Riplée, à Edouard IV. 

23. Philalèthe Principes, pour la Conduite de l'Œuvre hermétique. 

24. L'Arche ouverte, ou la Cassette du petit Paysan. 

25. Philippe Rouillac Abrégé du grand Œuvre des Philosophes. 

26. Raymund Lulle L'Elucidation ou l'Eclaircissement du Testament. 

27. Esprit Gobineau de Montluisant Explication des Enigmes et Figures hierogliphiques, qui sont au grand Portail de l'Église... de Notre Dame de Paris. 

28. Le Pseautier d'Hermophile, envoyé à Philalèthe. 

29. Traité d'un Philosophe inconnu, sur l'œuvre Hermétique, revu & élucidé par le Disciple Sophisée. 

30. Lettre Philosophique de Philovite à Héliodore. 

31. Préceptes et instructions du Pere Abraham à son fils contenant la vraie Sagesse hermétique traduits de l'Arabe. 

32. Wenceslaus Lavinius Traité du Ciel terrestre. 

33. Dictionnaire Abregé des Termes de l'Art & des anciens Mots. 

## Bibliotheca chemica curiosa (1702)
En 1702 le médecin suisse Jean-Jacques Manget publie en deux volumes la Bibliotheca Curiosa Chemica.
Le titre complet est Bibliotheca chemica curiosa, seu rerum ad alchemiam pertinentium thesaurus instructissimus: quo non tantum Artis Auriferæ, ac scriptorum in ea nobiliorum historia traditur; lapidis veritas argumentis & experimentis innumeris, immo & juris consultorum judiciis evincitur; termini obscuriores explicantur; cautiones contra impostores, & difficultates in tinctura universali conficienda occurrentes, declarantur: Verum etiam tractatus omnes virorum celebriorum, qui in magno sudarunt elixyre, quique ab ipso Hermete, ut dicitur, Trismegisto, ad nostra usque tempora de Chrysopoæ scripserunt, cum præcipuis suis commentariis, concinno ordine dispositi exhibentur. Ad quorum omnium illustrationem additæ sunt quamplurimæ figuræ æneæ, Chouet, Genève, 1702.
Le texte inclut le Rosarius Philosophorum (ou, selon son incipit, Desiderabile desiderium), de l'alchimiste anglais John Dastin. 
L'ouvrage a été réédité en réimpression anastatique de 500 exemplaires chez Arnaldo Forni en avril 1976.